# ムザッファル・クトゥズ
アル＝マリク・アル＝ムザッファル・サイフッディーン・クトゥズ（アラビア語：الملك المظفّر سيف الدين قُطُز　転写：al-Malik al-Muẓaffar Sayf ad-Dīn Quṭuz, ? - 1260年10月24日）は、エジプトを支配したマムルーク朝の君主（スルターン、在位：1259年 - 1260年）。クトゥズは1260年のアイン・ジャールートの戦いでイスラーム勢力の指揮を執り、モンゴル帝国に対して勝利を収める。カイロへの帰還の途上、クトゥズは部下のバイバルスによって暗殺され、スルターンの地位を奪われた。在位期間の短さにもかかわらず、イスラーム世界から好評を得ているマムルーク朝のスルターンの一人に数えられ、イスラーム史上でも高い地位を獲得している。

## 生涯

### 前半生
クトゥズの前半生には不明な点が多く、彼の出自について多くの伝承が残されている。モンゴル軍に捕らえられて奴隷とされたクトゥズは商人に連れられてシリアに行き、アイユーブ朝のマムルークであるアイバクに買い取られた。いくつかの史料では、クトゥズは自分の本名はMahmud ibn Mamdudであり、ホラズム・シャー朝のスルターン・アラーウッディーン・ムハンマドの子孫を自称していたことを伝える
クトゥズはアイバク配下のマムルークの中で最も有力な人物として頭角をあらわし、アイバクがマムルーク朝のスルターンに即位した後、1253年にクトゥズはアイバクの副王に相当する地位に就いた。1257年にアイバクが妻のシャジャル・アッ＝ドゥッルによって暗殺された後、クトゥズはシャジャル・アッ＝ドゥッルを逮捕し、アイバクの遺児マンスール・アリーを新たなスルターンに擁立した。1257年11月と1258年4月の2度にわたり、ダマスカスを支配するアイユーブ家の王族アル＝ナーセル・ユースフはクトゥズと敵対するバフリー・マムルークの力を借りてエジプトに侵入したが、クトゥズはいずれの攻撃も退けた。
1258年2月、アッバース朝の首都バグダードを陥落させたモンゴル軍は住民を虐殺し、カリフ・ムスタアスィムを処刑した。ナーセルは子のアジーズをモンゴル帝国のフレグの元に派遣して貢納を行ったが、フレグはナーセル自身が出頭しなかったことを詰問し、シリアに向けて軍を進めた。モンゴル帝国の進軍に対して、クトゥズは若年のマンスール・アリーに代えて難局を対処できる人物を新たにスルターンに擁立することを主張し、1259年11月にマンスール・アリーを廃して自らスルターンに即位した。エジプトの諸将はクトゥズがマンスール・アリーを廃して自身がスルターンとなったことに不満を抱き、クトゥズはモンゴル軍の侵入を撃退した後に他の人物にスルターンの地位を譲ることを約束した。ファリスッディーン・アクタイを総司令官に任命して戦争の準備を開始した。

### モンゴル軍との戦争

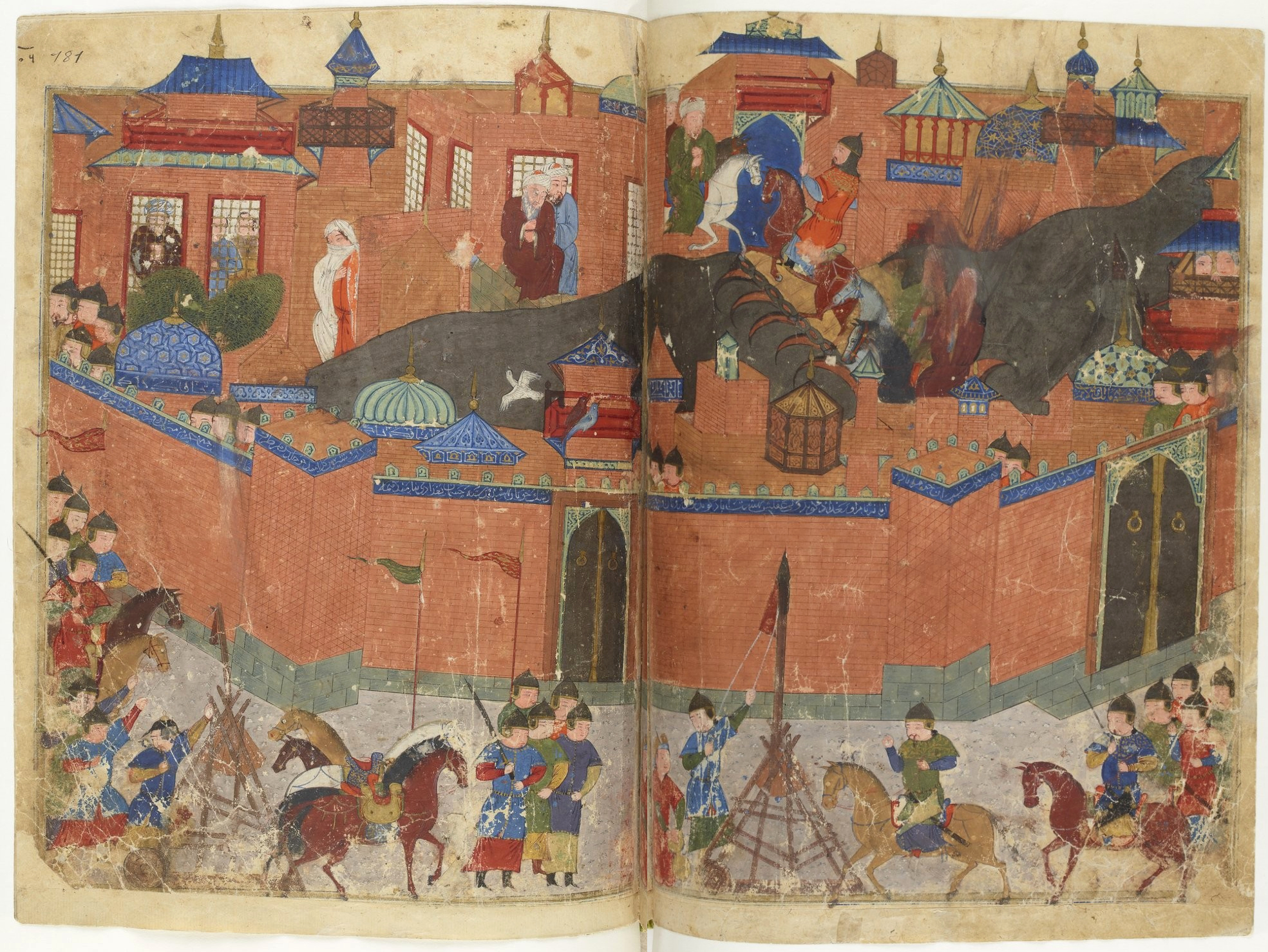
1258年のモンゴル軍によるバグダッド略奪

フレグの軍がシリアに向けて進軍している時、ダマスカスのナーセルは配下の将軍ザイヌッディーン・アル＝ハーフィズィーからフレグに降伏し、身の安全と領土を確保するよう勧められていた。アイバク、クトゥズと対立してシリアに出奔していたバフリー・マムルークのバイバルスはハーフィズィーの提案を聞いて激怒し、ナーセルの暗殺と新たなダマスカスの指導者の擁立を企てた。しかし、計画は失敗に終わり、バイバルスたちバフリー・マムルークはエジプトに帰国した。クトゥズはバフリー・マムルークの帰順を歓迎し、バイバルスにカリューブの町を与えた。また、モンゴル軍の迎撃に際してクトゥズはナーセルに地位の安定と援軍の提供を約束する書簡を送り、ナーセルの警戒を解いた。
メソポタミアを制圧したフレグはアレッポへの進軍を開始した。モンゴル軍の接近を知ったアレッポとダマスカスの住民は避難を開始するが、避難民は冬の寒さに倒れ、移動中に盗賊の襲撃を受ける。1260年1月にアレッポは陥落し、市内でモンゴル兵による虐殺と略奪が行われた。アレッポの陥落を知ったナーセルはダマスカスを捨ててエジプトに亡命したが、クトゥズは彼の受け入れを拒否し、エジプトの国境地帯に留まったナーセルはモンゴル軍に捕らえられる。
2月にダマスカスが陥落した後、モンゴル軍からエジプトに降伏を求める使者が送られる。クトゥズは部将を集めて協議を行い、バイバルスらの主戦論を採用してモンゴル軍への徹底抗戦を宣言した。フレグが送った4人の使者を斬首し、彼らの首をカイロのズワイラ門に掲げた。戦費を捻出するためにカイロで臨時的な徴税を行い、主君を見捨ててエジプトに逃亡したナーセルの従者と部下の財産を没収した。
モンゴル軍からの攻撃が行われる前に敵軍に先制攻撃を加えるため、マムルーク軍はエジプトを出発した。マムルーク軍がサラーヒーヤに到達した時、クトゥズは将軍たちを集めて攻撃のタイミングを協議したが、将軍たちの中からモンゴル兵に対して恐れを抱いてサラーヒーヤに留まることを望む者が現れた。クトゥズは演説の中で前進を恐れる者を弾劾して進軍の意思を表明し、配下の将軍たちに従軍を誓約させる。バイバルスが率いるマムルーク軍の先発隊は、ガザに駐屯していたモンゴル軍の先遣部隊に勝利を収め、シリア各都市のイスラム教徒は緒戦の勝利に勇気づけられた。ガザに1日駐屯した後、クトゥズは海アッコンの十字軍国家に向けて軍を進めた。モンゴル軍は長年イスラーム勢力と敵対していた十字軍に同盟の締結を提案していたが、十字軍はモンゴル軍をより強大な勢力として認識していた。クトゥズは十字軍勢力から中立の保障を取り付けただけでなく、マムルーク軍は十字軍の勢力下にある土地の通行を認められ、駐屯時に物資の補給を受けることができた。3日間十字軍支配下の土地で駐屯したマムルーク軍はモンゴル軍がヨルダン川を通過した報告を受け取り、クトゥズとバイバルスはパレスチナのアイン・ジャールート平原にモンゴル軍を誘導する作戦を立てる。クトゥズはアイン・ジャールート付近の森林に主力を配置し、バイバルスの先遣隊を派遣した。
9月3日にマムルーク軍とモンゴル軍はアイン・ジャールートで激突する（アイン・ジャールートの戦い）。モンゴル軍と対峙した左翼は恐怖に駆られて後退するが、クトゥズは味方を鼓舞し、モンゴル軍に対して突撃を繰り返した。乱戦の中でクトゥズは兜を脱ぎ捨て、自らも剣を取ってモンゴル兵と戦った。キト・ブカを初めとする大半の将校が戦死したモンゴル軍は潰走し、クトゥズとバイバルスは敗残兵を追撃・殺害する。勝敗の決着を見届けたクトゥズは馬から降り、ラカアの祈祷を二度行って神への感謝の意を示した。アイン・ジャールートの戦勝はマムルーク朝の名声を高め、イスラーム世界での地位を確立した。

### 最期
ダマスカスに入城したクトゥズは30数人のキリスト教徒とモンゴル軍に協力していたイスラム教徒を処刑し、ダマスカス内のキリスト教徒に5,000,000ディルハムの税を課した。シリア方面の将軍たちに忠誠を尽くす条件を付けて地位を保障した。また、クトゥズはダマスカスでアッバース家の王族がダマスカスに到着する報告を受け取り、カリフをバグダードに再興する準備を進めるため、アッバース家の王族をカイロに護送するように命令を発した。モンゴル帝国との戦闘の前、クトゥズはバイバルスにアレッポ総督の地位を約束していたが、戦後約束を反故にしてモースルのアラウッディーンにアレッポを与える。最大の競争者であるバイバルスをエジプトから離れたアレッポで勢力を拡大することに不安を抱いたためだといわれているが、バイバルスと彼の配下のマムルークから強い恨みを買った。
1260年10月、カイロへの帰還の途上にあったクトゥズはサラーヒーヤで狩猟を行った。狩猟に同行していたバイバルスは捕虜としたモンゴル軍の中から一人の美女をもらう事を申し出、クトゥズが申し出を受け入れるとバイバルスはクトゥズの手への接吻を願い出た。クトゥズが差し出した手はバイバルスに固く掴まれ、クトゥズは剣を抜いたバイバルスと従者によって刺殺された。クトゥズを殺害したバイバルスはスルターンの地位に就き、カイロに凱旋したが、バイバルスの即位を知らされていないカイロの住民はクトゥズを出迎えようとしており、バイバルスらバフリー・マムルークの支配に不安を抱いていた。バイバルスはクトゥズが戦費の捻出のために臨時に課した税を廃止し、民衆の人気を集めた。
クトゥズの遺体は当初クサイル（Al-Qusair）に埋葬され、後にカイロの墓に移された。

## クトゥズの貨幣
クトゥズの治世に鋳造された硬貨には彼の名前（al-Malik al-Muzafar Saif al-Donya wa al-Din）と称号（al-Muzafar Saif al-Din）以外何も刻まれておらず、マムルーク朝で発行された硬貨の中では特異なものだと見なされている。

## 翻訳元記事参考文献
- Amitai-Preiss, Reuven (1995). Mongols and Mamluks: The Mamluk-Ilkhanid War, 1260-1281. Cambridge University Press, Cambridge. ISBN 978-0-521-46226-6
- Fahmi, Dr. Abd al-Rahman, al-Niqood al-Arabiya (Arabic coins), Mat Misr, Cairo 1964.
- Ibn Taghri, al-Nujum al-Zahirah Fi Milook Misr wa al-Qahirah, al-Hay'ah al-Misreyah 1968
- Al-Maqrizi, Al Selouk Leme'refatt Dewall al-Melouk, Dar al-kotob, 1997.
- Mawsoa Thakafiya (Culture encyclopedia), Franklin Publishing, Cairo 1973
- Qasim,Abdu Qasim Dr., Asr Salatin AlMamlik (era of the Mamluk Sultans), Eye for human and social studies, Cairo 2007
- Riley-Smith, Jonathan (2001) The Oxford Illustrated History of the Crusades, Oxford University Press USA, ISBN 978-0-19-285428-5.
- Shayyal, Jamal, Prof. of Islamic history, Tarikh Misr al-Islamiyah (History of Islamic Egypt), dar al-Maref, Cairo 1266, ISBN 977-02-5975-6